# Neopaganesimo est europeo

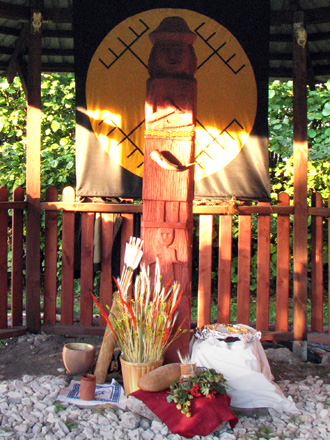
Altare all'interno di un tempio della Chiesa nativa polacca.

Il neopaganesimo est europeo è un gruppo di religioni neopagane sviluppatesi a partire dalla prima metà del XX secolo in Europa orientale, nella regione baltica (nei Paesi Baltici e in Finlandia). Nel fenomeno confluiscono sia movimenti prevalentemente ricostruzionistici che rivificano la religione slava, la religione baltica o la religione finnica, sia nuove religioni ispirate alla spiritualità tradizionale, ma maggiormente orientate verso l'eclettismo e il sincretismo.
Il neopaganesimo slavo (una delle religioni neopagane esteuropee) appare in forte espansione. Sebbene una ricerca svolta nel 2005 sostenga sia difficile stimare l'attuale ammontare dei numeri effettivi, uno studio condotto nel 2005 dall'Università della California sull'origine e i milieu socio-culturali del neopaganesimo ucraino, stima il numero di aderenti alla Fede nativa (in ucraino ridnovirstvo) - un insieme di movimenti neopagani monoteisti e caratterizzati da una forte componente etno-nazionalistica e ambientalista - compreso tra le 1.000 e le 95.000 persone.
I neopagani sono organizzati in Chiese concentrate soprattutto in Ucraina (dove trovano il supporto del governo). Molte di queste organizzazioni operano proselitismo attraverso congressi, seminari, diffusione di testi e mezzi televisivi. In terra ucraina le istituzioni neopagane hanno propri centri in ogni provincia e in molte città del Paese, e comunità negli Stati limitrofi.

## Storia
Le religioni precristiane slave, baltiche e finniche scomparvero lentamente in seguito all'ascesa del Cristianesimo quale religione ufficiale in tutti i Paesi dell'Europa orientale. Molte pratiche pagane perdurarono almeno fino al XV secolo all'interno della dimensione popolare del Cristianesimo. Molti dei gruppi neopagani contemporanei, comunque, si rifanno a pratiche recuperate dal folklore del XIX secolo, probabilmente forme alterate di riti ancestrali.
Nel corso del XIX secolo molte nazioni slave subirono il fascino del movimento romantico e si affermarono ideali di un'Arcadia slava che si credeva esistere prima dell'introduzione del Cristianesimo. Questa Arcadia conciliava concetti quali il buon selvaggio (il prototipo dello slavo precristiano) e lo spirito nazionalistico di Johann Gottfried Herder. Si affermarono ideali manifesto che proiettavano luci negative sulla Weltanschauung cristiana.
Nella prima metà del XX secolo cominciarono a svilupparsi i primi movimenti neopagani esteuropei (soprattutto di matrice culturale slava): in Polonia nel 1921, in Germania nel 1925, in Lettonia nel 1926. La Romuva venne teorizzata da Vydūnas nel 1900 e il progetto di rinascita iniziò a concretizzarsi nel 1911, quando Domas Šidlauskas-Visuomis formulò l'idea del neopaganesimo baltico e in Lettonia nasceva la Dievturiba.
La crescita del neopaganesimo est europeo si arrestò con l'ascesa del dominio sovietico. Molti membri furono deportati in campi di lavoro e solo pochi gruppi sopravvissero nella clandestinità. La politica antireligiosa indebolì però anche le Chiese cristiane ortodosse, e dopo il collasso dell'Unione Sovietica nel 1991 la rinascita neopagana poté manifestarsi con maggiore libertà. Il neopaganesimo slavo è un fenomeno più recente; una prima ondata di gruppi afferenti a questo movimento religioso si ebbe tra gli anni Settanta e Ottanta, una seconda durante la rifioritura degli anni Novanta.

## Religioni
"Neopaganesimo esteuropeo" è un termine ombrello che copre tre macrofenomeni, il neopaganesimo slavo, il neopaganesimo finnico e il neopaganesimo baltico (di cui sono parte la Romuva e la Dievturiba), in aggiunta all'inglinismo e ad altre possibili germinazioni sincretiche. Il movimento inglinista combina esplicitamente la spiritualità slava con l'induismo.
La religione neopagana "slavista" ricostruisce la spiritualità slava antica, ed è diffuso principalmente in Russia, in Ucraina e in Polonia, mentre comunità di minori dimensioni sono presenti anche in altri Paesi. Il neopaganesimo slavo è un movimento eterogeneo di cui ogni Chiesa ha proprie peculiarità che la distinguono dalle altre. Il neopaganesimo finnico è un movimento ispirato alla religione finnica, e pertanto presente in Finlandia ed Estonia. Trae alcuni dei suoi elementi dall'Etenismo (principalmente di estrazione fyrnsiduar) presente nell'area finlandese.
Il neopaganesimo baltico è un sottogruppo che comprende la religione della Romuva e della Dievturiba, due fenomeni emersi nell'area baltica e basati sulla religione praticata nella zona stessa prima dell'arrivo del cristianesimo. La Romuva è istituzionalizzata in una Chiesa con sede in Lituania, ma conta membri in altri Paesi dell'Europa orientale e del mondo. Peculiarità che distingue la Romuva dalle altre religioni neopagane esteuropee è il relativo universalismo mondialistico. Per essere accettati nella comunità romuvana non c'è infatti prerequisito etnico o geneticistico, sebbene la Chiesa abbia sviluppato forti legami con il sentimento nazionalistico e culturale lituano.

## Sviluppo
Il neopaganesimo est europeo ha avuto un'evoluzione autonoma rispetto alle religioni neopagane occidentali, che sono state (e sono ancora) soggette a impollinazioni vicendevoli. In particolare, nell'Europa orientale, si sono fatte sentire poco — o relativamente tardi — le influenze della New Age. Conseguentemente esiste una netta distinzione ideologica tra le religioni neopagane esteuropee e le altre, fatta eccezione per alcune frange dell'Etenismo.
Il movimento neopagano est europeo è nelle sue origini di natura ricostruzionistica. Presenta per questo motivo forti sottolineature geneticistiche (spesso semplici elementi legati alla metagenetica) che enfatizzano il nazionalismo. Nella maggior parte dei casi l'ideologia si limita ad una volontà di preservazione della cultura tradizionale; non mancano tuttavia sfoci nello sciovinismo. Il dottor Victor Shnirelman, antropologo culturale presso l'Istituto di Antropologia ed Etnologia di Mosca, sostiene che l'etnicismo, la xenofobia, il razzismo e l'antisemitismo siano elementi centrali di alcuni gruppi neopagani in Russia. Queste tendenze non sembrano interessare le religioni neopagane esteuropee meno coinvolte in questioni ideologiche, come il neopaganesimo finnico, la Romuva e i gruppi della Dievturiba.
L'ecologia e il rispetto per la natura sono temi condivisi da tutti i gruppi neopagani esteuropei. Piotr Wiench, che ha svolto studi estensivi sul neopaganesimo esteuropeo, afferma che per la maggior parte delle comunità, il nazionalismo è un elemento secondario rispetto all'ecologia, all'ambientalismo e all'attivismo ecopagano. Molti gruppi fanno uso di simbolismi legati al mondo naturale, e svolgono i propri riti all'aperto e in zone non abitate.
Anne Ferlat, studiosa del neopaganesimo in Russia, sostiene — citando The Emerging Network di Michael York — che il neopaganesimo est europeo si stia indirizzando sempre di più verso gli atteggiamenti di sacralizzazione della Terra, di crescita personale e di consumismo religioso che caratterizzano le religioni neopagane occidentali. Parallelamente nel mondo neopagano russo starebbero penetrando le influenze che il pensiero di Carl Gustav Jung ha già avuto sul neopaganesimo europeo e americano, ovvero lo psicologismo e la sacralizzazione della psiche e dell'identità personale.
Di conseguenza, il ricostruzionismo etnicistico starebbe facendo posto ad un certo eclettismo. Importante è il legame che i neopagani esteuropei (in particolare neopagani slavi) hanno sempre evidenziato tra le loro tradizioni e le religioni dharmiche. Per i gruppi geneticistici si tratta ancora di dissotterramento delle proprie radici culturali, per gli emergenti eclettici più di una ricerca di ispirazione per lo sviluppo di una spiritualità basata sull'accrescimento dell'individuo.

## Dottrine
Il discorso dottrinale, che comprende quello teologico, quello escatologico e quello etico, varia tra una religione neopagana esteuropea e l'altra. È possibile ad ogni modo delineare alcune caratteristiche basilari che accomunano tutte le interpretazioni, a partire da una sottolineatura del politeismo e del panteismo.
Spiccatamente panteistici sono la Dievturiba e il neopaganesimo finnico. La religione dievturiana vede Diev (la divinità suprema della spiritualità baltica) come un'essenza impersonale e immanente che costituisce tutte le cose identificandosi come l'energia del cosmo. La Dievturiba è anche monistico, in quanto concepisce tutti gli altri dèi come energie di manifestazione del Diev. Molto simile è la concezione propria del neopaganesimo di matrice finnica.
Il politeismo è caratteristico della Romuva. Nella teologia romuvana le essenze spirituali si identificano con i teoremi che organizzano armoniosamente la natura. La spiritualità neopagana slava è caratterizzata invece dal dualismo e dal nondualismo (similmente alla teologia taoista). L'universo è considerato produzione del contrapporsi di due principi primordiali (o due aspetti di un Uno), personificati in Perun (la luce) e Veles (il buio). Questi rappresentano la dualità che caratterizza tutte le cose: il passaggio dall'inattività all'attività, dal nero al bianco, dalla morte alla vita (a questo avvicendarsi di energie è legato il reincarnazionismo). La Chiesa ucraina chiamata RUNVira differenzia la propria interpretazione della teologia neopagana impostandola su di un monoteismo panteistico basato sulla figura di Dazbog.
L'idea escatologica che sta andando per la maggiore, in particolare tra i neopagani russi, è quella della reincarnazione. Contrariamente la Dievturiba sostiene l'unione con il tutto, dopo la morte, mentre i romuvani enfatizzano maggiormente l'idea di una vita in una dimensione di luce.